# Tabernaemontana ternifolia
Tabernaemontana ternifolia är en oleanderväxtart som beskrevs av D.J.Middleton. Tabernaemontana ternifolia ingår i släktet Tabernaemontana och familjen oleanderväxter. Inga underarter finns listade i Catalogue of Life.